# Így neveld a sárkányodat (regény)
Az Így neveld a sárkányodat című regény Cressida Cowell tizenkét részes gyermekkönyv sorozata, a DreamWorks Animation azonos című animációs filmjének alapja.

## Cselekmény
|  | Alább a cselekmény részletei következnek! |

Vikinggé válni nem egyszerű dolog. Főleg nem Hibbanton. Az első beavatási próba az, hogy minden vikingnek szereznie kell egy sárkányt. Harald már a legelején bebizonyítja, hogy milyen bátor és önzetlen, mikor saját sárkányát odaadja Halvérnek, aki egyet sem tudott fogni, és helyette a világ talán legkisebb sárkánya lesz az övé.
Fogatlan (mint később kiderült, a sárkánynak még foga sincs) nem nagyon akar tanulni. Harald viszont rájön, hogy Fogatlan kedveli a vicceket, és hallásukért bármit kész megtenni (még halászni is).
Eljön a beavatás napja, amikor az összes hibbanti és Mócsing-szigeti viking, aki szeretne népe tagja lenni, összegyűlnek. Ám a próbát mindenki elbukja, mivel a sárkányok egymásnak esnek. Így minden fiatal vikinget száműznek.
Aztán másnap jön a katasztrófa: egy hatalmas sárkány, amely addig a víz mélyén tanyázott, ver tanyát Hibbanton. A vikingek hiába próbálják bevetni sárkányszelídítői képességüket (mármint az ordítást), a szörny nem akar odébbállni. Ekkor fedezik fel, hogy még egy ilyen Sárkányus Giganticus Maximus van a szigeten. A vikingek visszafordulnak tanácskozni, és ekkor (Halvér közbenjárásával) elküldik Haraldot a Zöld Halálhoz, hogy kérdezze meg tőle, mit akar: háborút vagy békét? A sárkány pedig közli vele, hogy békével jött, de azért mindenkit meg fog enni. Amikor ezt Harald közli a többi vikinggel, a fiatal, immár száműzött banda elhatározza, hogy ők fogják megmenti Hibbantot és a mócsingokat. Kieszelik (pontosabban Harald) az Ördögien okos haditervet, ami nem más: egymás ellen uszítják a két sárkányt. Ez be is jön, hála a tollbombáknak.
Kezdetét veszi hát a Halálfej-félszigeti ütközet. Csak hát hamar vége lesz, miután a zöld Halál fogja, és megeszi a Bíbor Halált. Minden viking menekülni kezd, kivéve Haraldot, akire a sárkány vadászik, bosszúra szomjazva. Ha Fogatlan nem lép közbe, Harald meghalt volna. De így szegény fogatlan sérült meg, aki így csak kómába esik. Ám a vikingek erről az állapotról nem tudnak, ezért Fogatlant viking temetéssel akarják elbúcsúztatni (mint a 2. filmben Pléhpofát).
Fogatlan viszont az utolsó pillanatban elhagyja a lángoló hajót és elfoglalja a helyét gazdája, Harald vállán.
|  | Itt a vége a cselekmény részletezésének! |

## Magyarul
- Így neveld a sárkányodat. Írta III. Harákoló Harald. Óvikingről fordította Cressida Cowell; ford. Dudik Annamária Éva; Egmont-Hungary, Bp., 2007
- Így neveld a sárkányodat; ford. Dudik Annamária Éva; Digitanart Studio, Bp., 2014
- Így lehetsz kalóz. Így neveld a sárkányodat 2.; ford. Dudik Annamária Éva; Digitanart Studio, Bp., 2014
- Így beszélj sárkányul. Így neveld a sárkányodat 3.; ford. Dudik Annamária Éva; DAS Könyvek, Bp., 2015
- Így védd ki egy sárkány átkát. Így neveld a sárkányodat 4.; ford. Dudik Annamária Éva; DAS Könyvek, Bp., 2015
- Így fejtsd meg a tűzkő titkát. Így neveld a sárkányodat 5.; ford. Dudik Annamária Éva; DAS Könyvek, Bp., 2016
- Hősök kézikönyve a halálos sárkányokhoz. Így neveld a sárkányodat 6.; ford. Dudik Annamária Éva; DAS Könyvek, Bp., 2016
- Így utazz sárkányviharon. Így neveld a sárkányodat 7.; ill. a szerző; ford. Dudik Annamária Éva; DAS Könyvek, Bp., 2016
- Így törd össze egy sárkány szívét. Így neveld a sárkányodat 8.; ill. a szerző; ford. Dudik Annamária Éva; DAS Könyvek, Bp., 2017
- Így lopd el egy sárkány kardját. Így neveld a sárkányodat 9.; ford. Dudik Annamária Éva; DAS Könyvek, Bp., 2017
- Így szerezd meg a sárkánykövet. Így neveld a sárkányodat 10.; ford. Dudik Annamária Éva; DAS Könyvek, Bp., 2018
- Így árulj el egy hőst. Így neveld a sárkányodat 11.; ford. Dudik Annamária Éva; DAS Könyvek, Bp., 2019
- Így harcolj egy sárkány dühével. Így neveld a sárkányodat 12.; ford. Dudik Annamária Éva; Digitanart Stúdió, Bp., 2019

### Egyéb
- Így neveld a sárkányodat. Színes matricás foglalkoztatókönyv. DreamWorks; Egmont, Bp., 2010
- Így neveld a sárkányodat. Mesekönyv a mozifilm alapján. DreamWorks; adapt. Rennie Brown, ill. Mike Morris, Mike Koelsch, ford. Acsai Roland; Egmont, Bp., 2010
- Így neveld a sárkányodat; rejtvényfüzet, 2014. jún. melléklet; Kis Füles. Keresztrejtvények, képregény. A gyerekek rejtvénylapja!
- Emily Stead: Dragons. Életre kelt sárkányok! Így neveld a sárkányodat a kiterjesztett valóságban! DreamWorks; ford. Pataki Andrea; Napraforgó, Bp., 2017

## Eltérések a mozifilmtől
A Cressida által megálmodott Hibbanton nincs háború a vikingek és a sárkányok között, béke honol. Minden vikingnek van legalább egy sárkánya, akivel vadászni, halászni, stb. jár. Pontosabban a sárkányok vadásznak, halásznak az embereknek hiszen, a sárkányok alantas lények, beszélni velük szigorúan tilos”. Ha egy viking a törzshöz szeretne tartozni, feltétlenül szereznie kell egy sárkányt. 
A sárkányok szinte teljesen mások, mint a filmben. Kisebbek és rengeteg fajta van. Van néhány olyan faj, amelyik közös a regényben és a filmben is: Gronkel, Szörnyennagy rémség, Siklósárkány. Az első film főellensége, a vörös Halál is felbukkan Zöld Halál, amely a Sárkányus Giganticus Maximus fajtájába tartozik. A regényben két ilyen fajtájú sárkány szerepel. Fogatlan a közönséges vagy mezei barnák közé tartozik. Ez a sárkányfaj a filmbeli rettenetes rémmel egyezik meg. Ő állandóan makacskodik és ellentmond Haraldnak, nagyon hűséges társ is tud lenni már ha akar.
A vikingeknél nincsen nagy eltérés a film- és regényváltozat között. Pléhpofa a törzsfőnök, Harald (a filmben Hablaty) pedig ugyanolyan, mint a filmben, de tud beszélni a sárkányokkal. Harald és Takonypóc unokatestvérek, Takonypóc egyetlen célja nem más, mint megszabadulni Haraldtól, hogy ő legyen a törzsfőnök. A könyvben Harald legjobb barátja Halvér, aki nagyjából olyan mint a filmben. Különbség még hogy a könyvben nem szerepel Astrid, mert őt „a filmhez találták ki”.